# Ángel Carvajal y Fernández de Córdoba
Ángel José Luis Carvajal y Fernández de Córdoba (Granada, 23 de diciembre de 1841-Madrid, 5 de mayo de 1898), también conocido como el marqués de Sardoal, fue un político español, alcalde de Madrid durante el Sexenio Democrático y ministro de Fomento durante el reinado de Alfonso XII.
Ostentó los títulos nobiliarios de marqués de Sardoal y duque de Abrantes.

## Biografía
Nació el 23 de diciembre de 1841 en Granada. Doctorado en derecho por la Universidad Complutense de Madrid, fue miembro del Partido Demócrata-Radical fundado por Manuel Ruiz Zorrilla. Fue elegido diputado del congreso en varias legislaturas entre 1867 y 1898 por las circunscripciones de Cáceres, Granada, Murcia, Madrid y Segovia.
En 1866 contrajo matrimonio con Petra de Alcántara Gutiérrez de la Concha, hija del político y militar marqués del Duero. El 1 de febrero de 1872 se convirtió en alcalde de Madrid, siendo sustituido en septiembre por Carlos María Ponte. Repitió por segunda vez como alcalde de la capital entre el 4 de enero y el 30 de diciembre de 1874. El marqués de Sardoal, que desempeñó la cartera de Fomento entre el 13 de octubre de 1883 y el 18 de enero de 1884 en el gabinete del presidente José de Posada Herrera, ejerció de presidente de la Diputación Provincial de Madrid entre el 18 de diciembre de 1885 y el 21 de enero de 1889.
Falleció el 5 de mayo de 1898 en Madrid.